# Её любовь кипятит воду
«Её любовь кипятит воду» (яп. 湯を沸かすほどの熱い愛 ю во вакасуходо но ацуи аи, англ. Her Love Boils Bathwater) — кинофильм режиссёра Рёты Накано, вышедший на экраны в 2016 году.

## Сюжет
Женщина по имени Футаба, в одиночку воспитывающая дочь-подростка Адзуми, узнаёт, что у неё рак в последней стадии. Она решает использовать последние несколько месяцев жизни, чтобы наладить быт своей семьи. Для этого она возвращает в дом мужа, который ушёл к другой и был в свою очередь брошен с маленькой дочерью на руках. Вместе они вновь открывают семейную баню, которая обеспечит им безбедное существование. Другая задача, стоящая перед Футабой, — помочь дочери постоять за себя в школе и познакомить её с биологической матерью...

## В ролях
- Риэ Миядзава — Футаба Сатино
- Хана Сугисаки — Адзуми Сатино
- Аои Ито — Аюко Катасэ
- Юкико Синохара — Кимиэ Сакамаки
- Тарё Суруга — Такимото
- Тори Мацудзака — Такуми Мукаи
- Джо Одагири — Кадзухиро Сатино

## Награды и номинации
- 2016 — две премии «Кинэма Дзюмпо» за лучшую женскую роль (Риэ Миядзава) и лучшую женскую роль второго плана (Хана Сугисаки), а также номинация в категории «Лучший фильм».
- 2017 — три премии Японской киноакадемии: лучшая актриса (Риэ Миядзава), лучшая актриса второго плана (Хана Сугисаки), лучший актёрский дебют (Хана Сугисаки). Кроме того, лента получила три номинации: лучший фильм, лучший режиссёр (Рёта Накано), лучший сценарий (Рёта Накано).
- 2017 — премия «Голубая лента» за лучшую женскую роль второго плана (Хана Сугисаки).